# سیندیرگی
سیندیرگی (به ترکی استانبولی: Sındırgı) شهری است در کشور ترکیه که در استان بالیکسیر واقع شده‌است. جمعیت این شهر بر اساس سرشماری سال ۲۰۰۸ میلادی ۱۲٬۸۲۴ نفر و بر اساس برآوردهای سال ۲۰۰۹ میلادی ۱۲٬۹۸۰ نفر می‌باشد.